# Городище (Владимирская область)
Городище — село в Юрьев-Польском районе Владимирской области России, входит в состав Красносельского сельского поселения.

## География
Село расположено близ автодороги Юрьев-Польский — Тейково в 10 км на север от райцентра города Юрьев-Польский.

## История

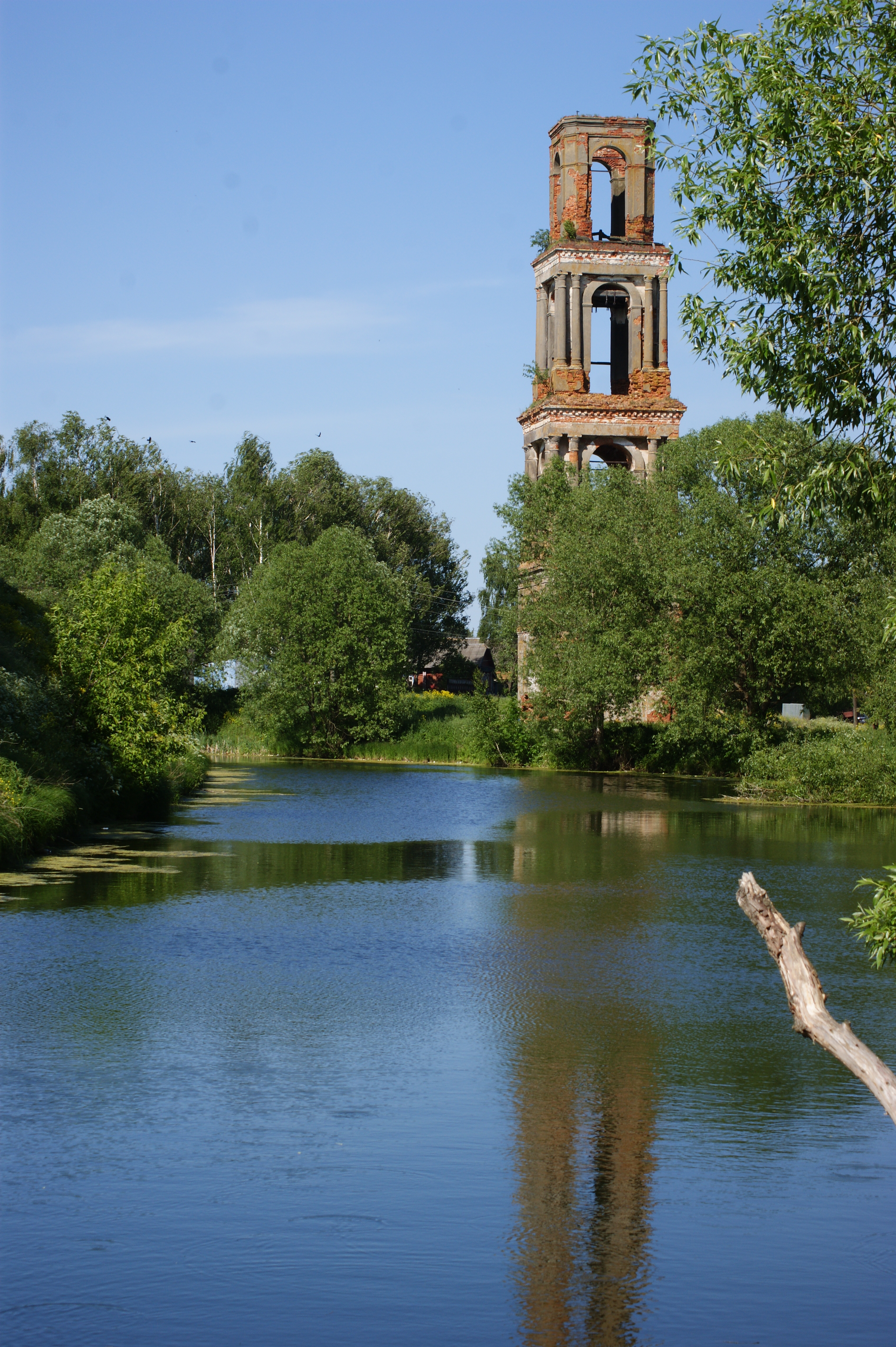
Колокольня церкви Воскресения. 2014 год

В селе сохранились остатки овального древнего городища Мстиславль XI—XIII веков.
В 1804 году прихожане построили каменную церковь с такой же колокольней и оградой. Престолов три: в холодной - в честь Воскресения Христова, в тёплых приделах – во имя Святителя и чудотворца Николая и во имя Казанской иконы Божией Матери. Священник Андрей Бережков доносил, что деревянная церковь сгорела в 1872 году. В 1896 году приход состоял из одного села, в котором числилось 160 дворов, душ мужского пола 695, женского 750. В селе было земское народное училище. 
В советское время храм уничтожен, сохранилась одна колокольня.
В конце XIX — начале XX века село являлось центром Городищенской волости Юрьевского уезда.
С 1929 года село являлось центром Городищенского сельсовета Юрьев-Польского района, с 1992 года — в составе Энтузиастского сельсовета, с 2005 года — в составе Красносельского сельского поселения.

## Население
| 1859 | 1897  | 1905  | 2002 | 2010 | 2021 |
| ---- | ----- | ----- | ---- | ---- | ---- |
| 1500 | ↘1056 | ↗1453 | ↘457 | ↘420 | ↘292 |

## Достопримечательности
В селе находится колокольня церкви Воскресения Христова (1894).